# لیانا مونترو
لیانا مونترو (به انگلیسی: Lienna Montero؛ متولد ۲۱ ژانویهٔ ۱۹۹۸) کشتی‌گیر آزادکار اهل کوبا است.او افتخارات زیادی کسب کرده است.
از افتخارات وی می‌توان به کسب مدال برنز وزن ۵۳ کیلوگرم در مسابقات قهرمانی کشتی جهان ۲۰۱۸ اشاره کرد.